# Chrom(III)-iodid
Chrom(III)-iodid ist eine chemische Verbindung aus der Gruppe der Iodide.

## Gewinnung und Darstellung
Chrom(III)-iodid kann durch Reaktion von Chrom mit Iod gewonnen werden.
{\displaystyle \mathrm {2\ Cr+3\ I_{2}\longrightarrow 2\ CrI_{3}} }

## Eigenschaften
Chrom(III)-iodid ist ein dunkelgrüner Feststoff, der recht beständig gegen Luft und Feuchtigkeit ist. Er hat ein trigonales Kristallsystem mit der Raumgruppe P3121 (Raumgruppen-Nr. 152). Bei einer Temperatur über 500 °C zersetzt sich die Verbindung, wobei Chrom(II)-iodid und Iod entstehen. Mit Hexaaquachrom(III)-iodid [Cr(H2O)6]I3·3H2O existiert auch ein Hydrat der Verbindung, das dunkel-violette hygroskopische Kristalle bildet.

## Verwendung
Chrom(III)-iodid kann zur Produktion von hochreinem Chrom verwendet werden.